# André Zumkir
André Zumkir né le 21 mars 1923 à Arlon est un homme politique belge et un militant wallon.
Licencié en histoire de l'université de Liège et professeur d'histoire de l'enseignement secondaire (athénée royal Charles Rogier), il épousa la cause wallonne en adhérant à l'Union démocratique belge, formation chrétienne de gauche. Il participa au Congrès national wallon de Liège en 1945 et signa l'accord Schreurs-Couvreur en 1952. Catholique de conviction, il ne voulait plus qu'il y ait une trop grande confusion entre les intérêts de l'Église et le maintien de l'unité belge du fait de la minorisation possible des chrétiens en Wallonie. Lors de la grève générale de l'hiver 1960-1961, il adhère au Mouvement populaire wallon. Il collabore à la première émission d'Henri Mordant consacrée aux problèmes économiques wallons en 1962, à la fois comme historien et membre du Centre de recherche et d'information socio-politiques (CRISP). Il accompagne François Perin lors de sa première élection en 1965, adhère ensuite au Rassemblement wallon en 1968. Il le quitta en 1976 sans pour autant cette fois suivre François Perin qui rallia le PRL. Il siégea au conseil communal de Liège de 1970 à 1982.
Historien, il a écrit une volumineuse étude intitulée La Genèse des partis politiques dans l'arrondissement de Verviers à l'époque du suffrage censitaire (1831-1894).